# Strádovka
Strádovka je přírodní rezervace severně od městyse Trhová Kamenice v okrese Chrudim. Oblast spravuje Agentura ochrany přírody a krajiny ČR – RP Východní Čechy. Předmětem ochrany jsou zrašelinělé louky s mnoha ohroženými druhy rostlin a živočichů. V návaznosti na Rohozenský velký rybník se jedná o ucelený ekosystém.

## Galerie

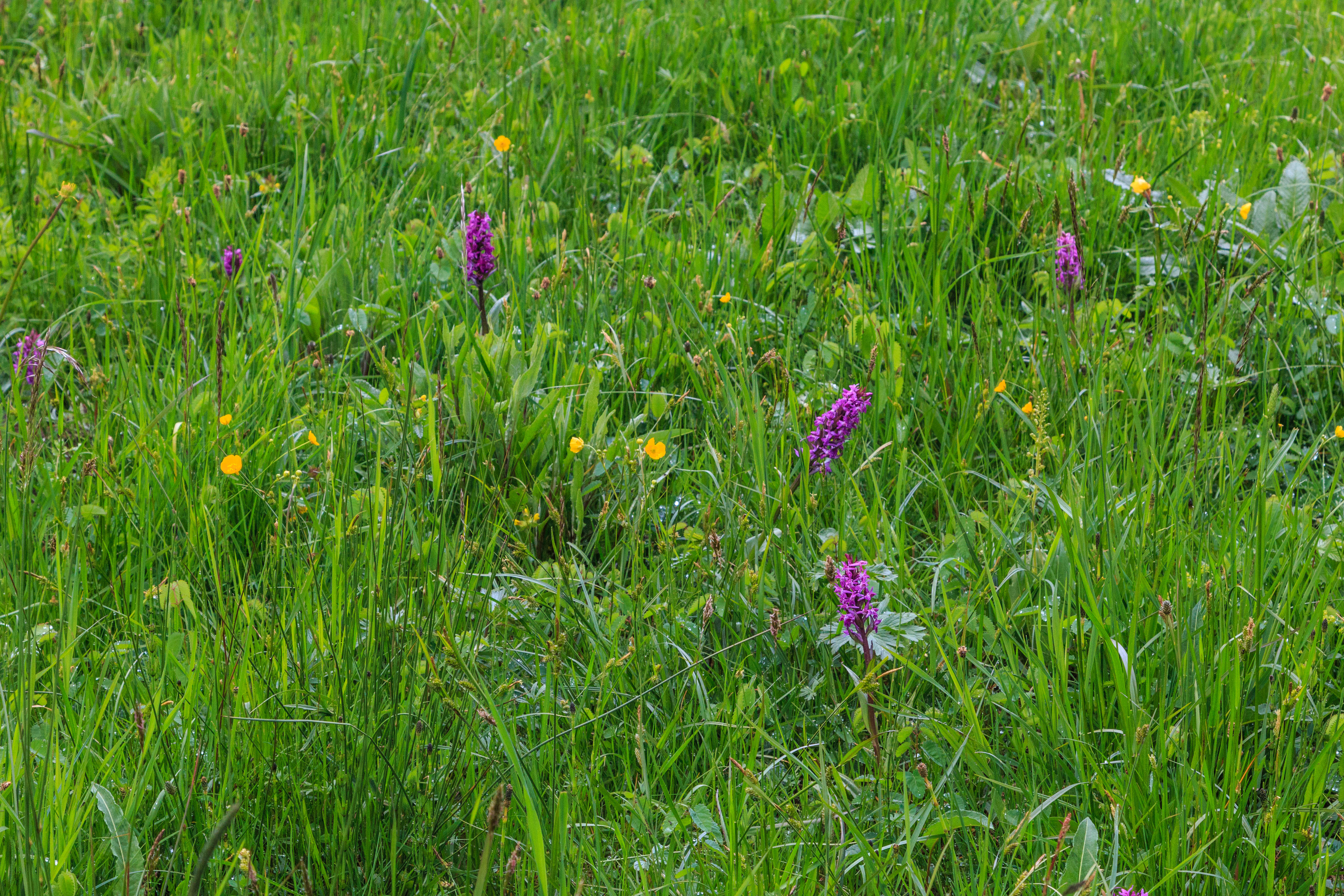
Kvetoucí prstnatce májové
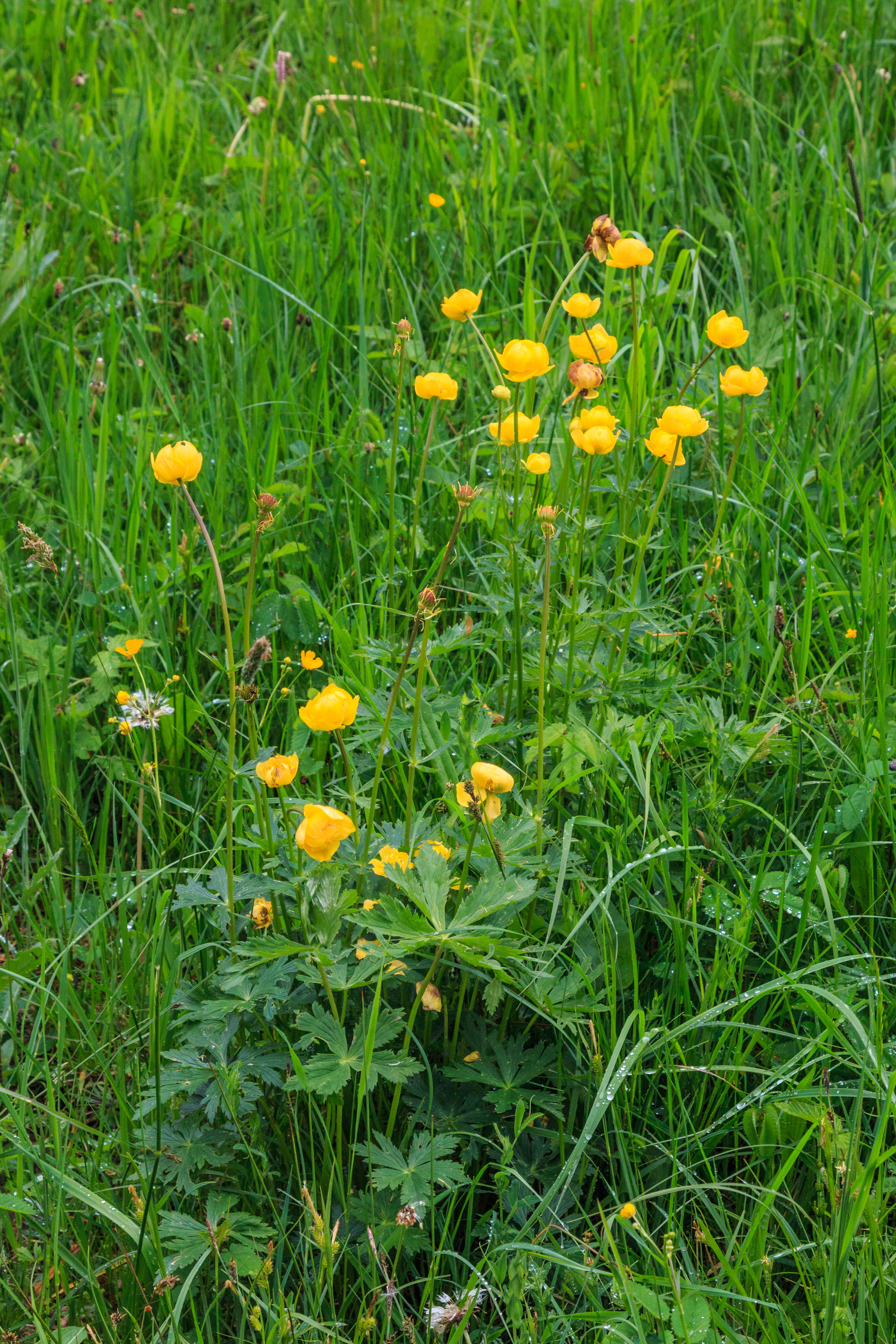
Kvetoucí úpolíny
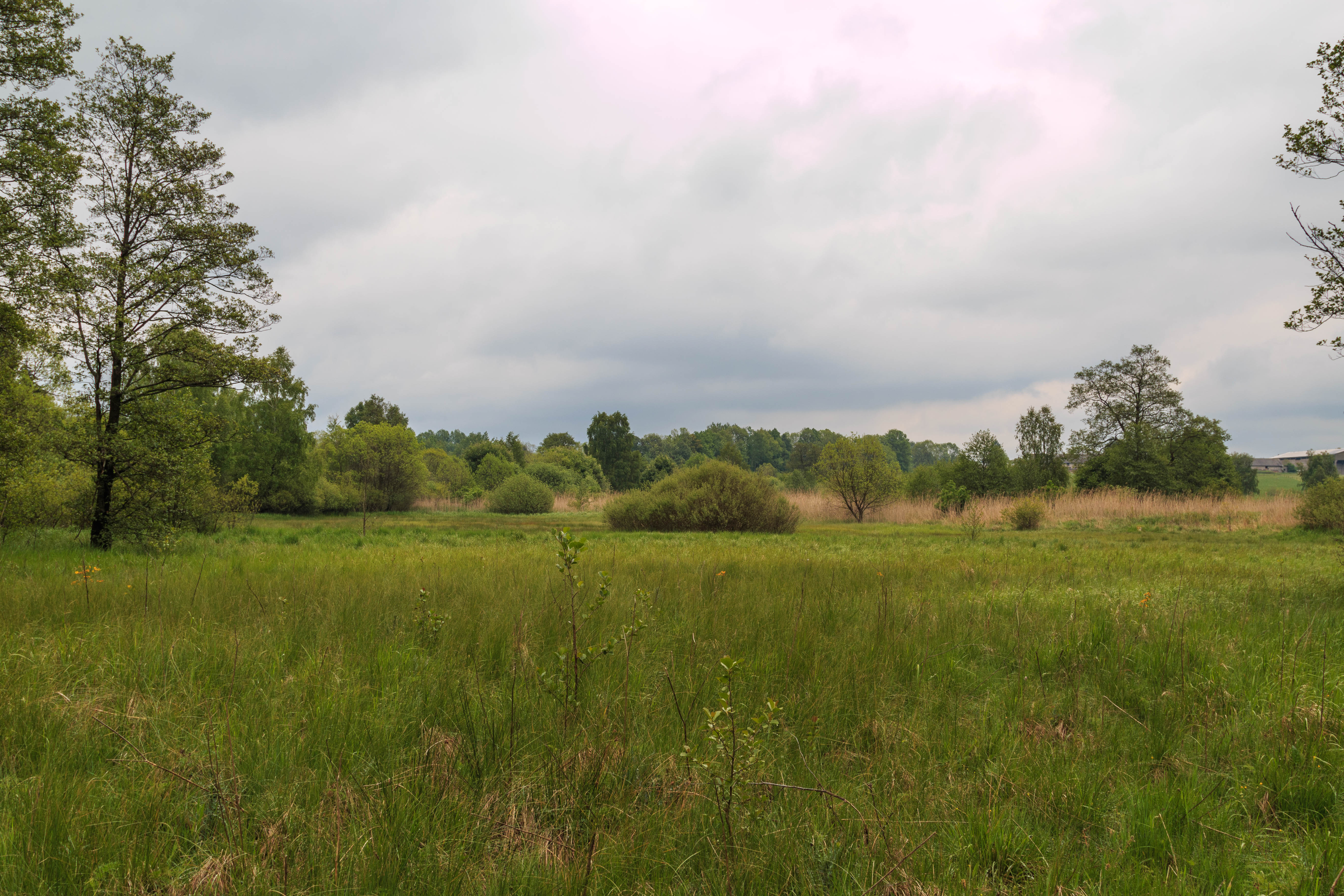
Celkový pohled